# National Rugby League 1994
La New South Wales Rugby Football League de 1994 fue la 87.ª edición del torneo de rugby league más importante de Australia.

## Formato
Los clubes se enfrentaron en una fase regular de todos contra todos, los cinco equipos mejor ubicados al terminar esta fase clasificaron a la postemporada.
Se otorgaron 2 puntos por el triunfo, 1 por el empate y ninguno por la derrota.

## Desarrollo

### Tabla de posiciones
| Pos. | Equipo                        | Encuentros | Encuentros | Encuentros | Encuentros | Tantos | Tantos | Tantos | Puntos |
| Pos. | Equipo                        | PJ         | PG         | PE         | PP         | F      | C      | Dif    | Puntos |
| ---- | ----------------------------- | ---------- | ---------- | ---------- | ---------- | ------ | ------ | ------ | ------ |
| 1    | Canterbury-Bankstown Bulldogs | 22         | 18         | 0          | 4          | 537    | 340    | +197   | 36     |
| 2    | North Sydney Bears            | 22         | 17         | 1          | 4          | 517    | 291    | +226   | 35     |
| 3    | Canberra Raiders              | 22         | 17         | 0          | 5          | 677    | 298    | +379   | 34     |
| 4    | Manly-Warringah Sea Eagles    | 22         | 16         | 1          | 5          | 605    | 311    | +294   | 33     |
| 5    | Brisbane Broncos              | 22         | 13         | 1          | 8          | 544    | 316    | +228   | 27     |
| 6    | Illawarra Steelers            | 22         | 11         | 3          | 8          | 484    | 387    | +97    | 25     |
| 7    | Cronulla-Sutherland Sharks    | 22         | 12         | 0          | 10         | 432    | 401    | +31    | 24     |
| 8    | Penrith Panthers              | 22         | 10         | 2          | 10         | 404    | 448    | -44    | 22     |
| 9    | South Sydney Rabbitohs        | 22         | 9          | 1          | 12         | 401    | 569    | -168   | 19     |
| 10   | Newcastle Knights             | 22         | 9          | 0          | 13         | 427    | 458    | -31    | 18     |
| 11   | St. George Dragons            | 22         | 9          | 0          | 13         | 386    | 497    | -111   | 18     |
| 12   | Parramatta Eels               | 22         | 7          | 1          | 14         | 350    | 474    | -124   | 15     |
| 13   | Western Suburbs Magpies       | 22         | 6          | 2          | 14         | 439    | 650    | -211   | 14     |
| 14   | Eastern Suburbs Roosters      | 22         | 6          | 1          | 15         | 344    | 513    | -169   | 13     |
| 15   | Gold Coast Chargers           | 22         | 5          | 1          | 16         | 363    | 618    | -255   | 11     |
| 16   | Balmain Tigers                | 22         | 4          | 0          | 18         | 303    | 642    | -339   | 8      |

|  | Postemporada. |

### Postemporada

#### Finales de clasificación
| 3 de septiembre | North Sydney Bears | 12 - 26 | Canberra Raiders |  |  |

| 4 de septiembre | Manly-Warringah Sea Eagles | 4 - 16 | Brisbane Broncos |  |  |

#### Semifinales
| 10 de septiembre | North Sydney Bears | 15 - 14 | Brisbane Broncos |  |  |

| 11 de septiembre | Canterbury-Bankstown Bulldogs | 19 - 18 | Canberra Raiders |  |  |

#### Finales Preliminares
| 18 de septiembre | Canberra Raiders | 22 - 9 | North Sydney Bears |  |  |

#### Final
| 25 de septiembre | Canterbury-Bankstown Bulldogs | 12 - 36 | Canberra Raiders | Sydney Football Stadium, Sídney |  |
|                  |                               |         |                  | Asistencia: 42.234 espectadores |  |

| Bandera de Australia     |
| Campeón Canberra Raiders |
| Tercer título            |